# Nine (độ tinh khiết)

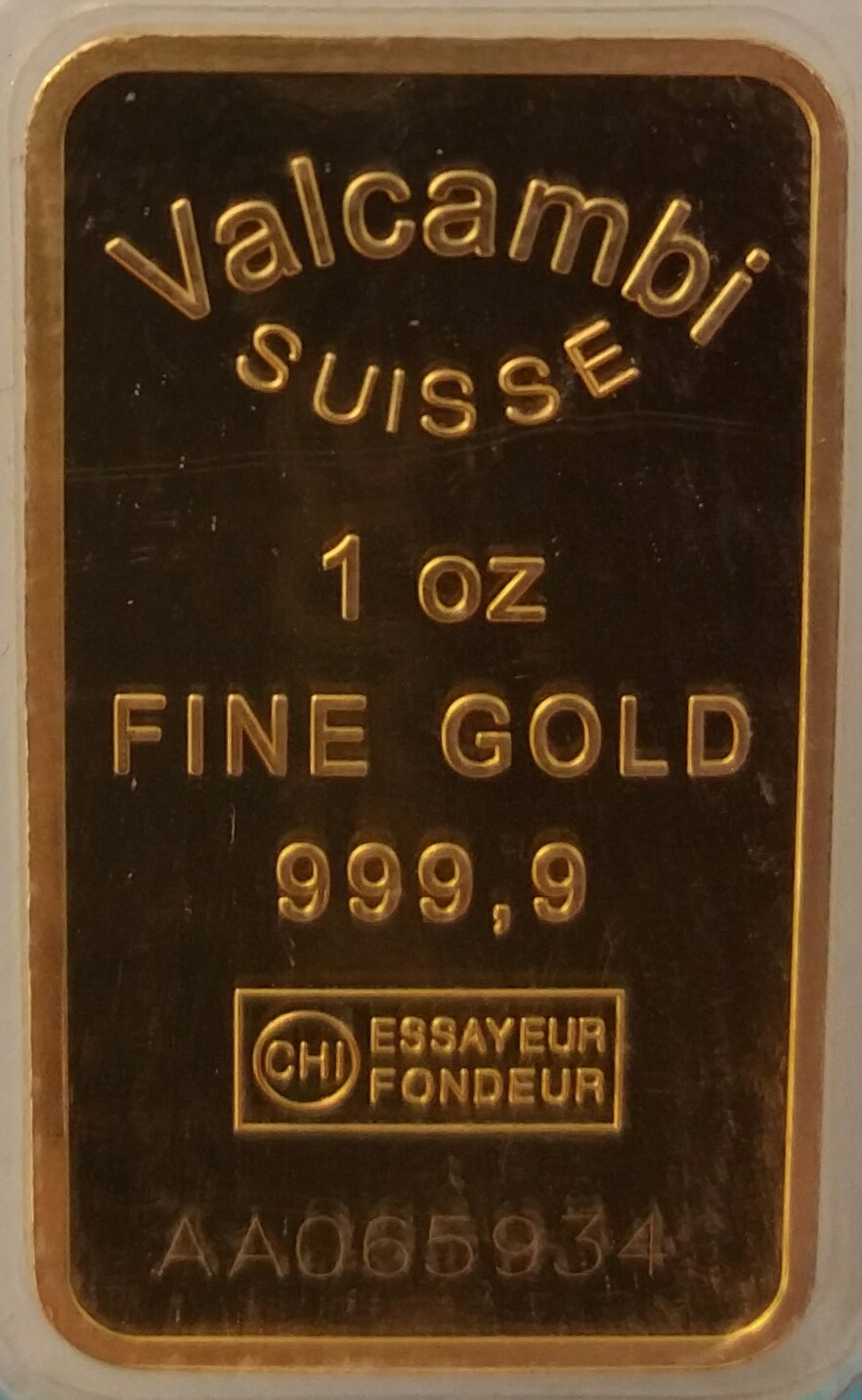
1 troy ounce bốn nine vàng ròng (999,9)

Nine là một phương pháp không chính thức, nhưng phổ biến để phân loại độ tinh khiết của vật liệu.

## Kim loại quý
Kim loại quý rất tốt như bạch kim, vàng và bạc dựa trên hệ thống độ nguyên chất hàng triệu, một kim loại được gọi là một nine hoặc một nine nguyên chất  nếu nó nguyên chất 900, hoặc 90% nguyên chất. Một kim loại có độ nguyên chất 990 sau đó được mô tả là hai nine nguyên chất và loại có độ nguyên chất 999 được mô tả là ba nine nguyên chất. Do đó, nine là một thang đo logarit của độ tinh khiết đối với các kim loại quý rất nguyên chất. Tương tự, tỷ lệ phần trăm kết thúc bằng 5 có tên thông thường, theo truyền thống là số lượng của số năm, sau đó là "năm", vì vậy nguyên chất 999,5 (99,95% nguyên chất) là "ba số năm", viết tắt là 3N5.

## Khí
Thang đo nine đôi khi cũng được sử dụng để mô tả độ tinh khiết của khí đóng chai. Độ tinh khiết của khí là một dấu hiệu cho thấy lượng khí khác mà nó chứa. Độ tinh khiết cao đề cập đến một lượng thấp các loại khí khác. Khí có độ tinh khiết cao hơn được coi là có chất lượng tốt hơn và thường đắt hơn.
Độ tinh khiết của khí thường được biểu thị bằng một loại tiền tố với chữ N cho "số lượng các số" theo phần trăm hoặc hệ thập phân. Đối với khí, số lượng nine thường được viết sau chữ N, thay vì trước nó. Một khí N2.0 tinh khiết 99% và tạp chất 1% (theo thể tích). Một khí N6.0 là 99.9999% (sáu nines) nguyên chất, với 1 phần triệu (1 ppm) tạp chất.
Các giá trị trung gian được hình thành bằng cách sử dụng logarit chung. Ví dụ, một loại khí tinh khiết 99,97% sẽ được mô tả là N3,5, vì log10 (0,03%) = −3,523.
Nine được sử dụng theo cách tương tự để mô tả sự sẵn có của hệ thống máy tính.